# The Accountant 2
The Accountant 2 är en amerikansk kriminaldramafilm som hade biopremiär den 25 april 2025. Filmen, som är regisserad av Gavin O'Connor efter ett manus skrivet av Bill Dubuque, är en uppföljare till The Accountant från 2016.

## Handling
När finansagenten Marybeth Medinas före detta chef blir dödad av okända lönnmördare så tvingas hon kontakta Christian Wolff för att lösa mordet. Chris använder sitt briljanta sinne och okonventionella metoder för att lösa fallet.

## Rollista (i urval)
- Ben Affleck – Christian Wolff
- Jon Bernthal – Braxton
- Cynthia Addai-Robinson – Marybeth Medina
- Daniella Pineda – Anaïs
- J. K. Simmons – Raymond King
- Robert Morgan – Burke
- Grant Harvey – Cobb
- Andrew Howard – Batu